# Nederlandse kampioenschappen atletiek 2023
In 2023 werden de Nederlandse kampioenschappen atletiek van 28 tot en met 30 juli gehouden in Breda op de atletiekbaan van organistor AV Sprint aan de Dr. Schaepmanlaan gelegen naast het Mastbos. Het was voor de tweede keer in twee jaar dat de titelstrijd hier plaatsvond. Twee jaar eerder werden ze gehouden zonder publiek vanwege de opgelegde coronamaatregelen. Deze editie vond weer onder normale omstandigheden plaats. De weersomstandigheden waren wisselend, met af en toe een plensbui, waardoor enkele malen het programma vertraging opliep. 
De 10.000 m vond plaats tijdens de wedstrijden om de Gouden Spike op 10 juni in Leiden.

## Uitslagen

### 100 m
| wind: +0,3 m/s | wind: +0,3 m/s  | wind: +0,3 m/s |
| rang           | atleet          | prestatie      |
| -------------- | --------------- | -------------- |
| Goud           | Raphael Bouju   | 10,15 s        |
| Zilver         | Taymir Burnet   | 10,18 s        |
| Brons          | Hensley Paulina | 10,38 s        |

| wind: -0,6 m/s | wind: -0,6 m/s | wind: -0,6 m/s |
| rang           | atlete         | prestatie      |
| -------------- | -------------- | -------------- |
| Goud           | N'ketia Seedo  | 11,21 s        |
| Zilver         | Tasa Jiya      | 11,35 s        |
| Brons          | Lieke Klaver   | 11,36 s        |

### 200 m
| wind: -2,4 m/s | wind: -2,4 m/s  | wind: -2,4 m/s |
| rang           | atleet          | prestatie      |
| -------------- | --------------- | -------------- |
| Goud           | Taymir Burnet   | 20,92 s        |
| Zilver         | Raphael Bouju   | 21,07 s        |
| Brons          | Hensley Paulina | 21,32 s        |

| wind: -2,2 m/s | wind: -2,2 m/s        | wind: -2,2 m/s |
| rang           | atlete                | prestatie      |
| -------------- | --------------------- | -------------- |
| Goud           | Tasa Jiya             | 22,77 s        |
| Zilver         | Femke Bol             | 23,05 s        |
| Brons          | Marije van Hunenstijn | 23,31 s        |

### 400 m
| rang   | atleet              | prestatie |
| ------ | ------------------- | --------- |
| Goud   | Liemarvin Bonevacia | 45,62 s   |
| Zilver | Isaya Klein Ikkink  | 45,86 s   |
| Brons  | Isayah Boers        | 46,12 s   |

| rang   | atlete           | prestatie |
| ------ | ---------------- | --------- |
| Goud   | Eveline Saalberg | 52,20 s   |
| Zilver | Lisanne de Witte | 52,62 s   |
| Brons  | Britt de Blaauw  | 53,38 s   |

### 800 m
| rang   | atleet      | prestatie |
| ------ | ----------- | --------- |
| Goud   | Ryan Clarke | 1.45,74   |
| Zilver | Niels Laros | 1.46,09   |
| Brons  | Bram Buigel | 1.46,34   |

| rang   | atlete         | prestatie |
| ------ | -------------- | --------- |
| Goud   | Bregje Sloot   | 2.05,48   |
| Zilver | Marissa Damink | 2.05,73   |
| Brons  | Lois de la Mar | 2.06,76   |

### 1500 m
| rang   | atleet          | prestatie |
| ------ | --------------- | --------- |
| Goud   | Robin van Riel  | 3.55,07   |
| Zilver | Tim Verbaandert | 3.55,84   |
| Brons  | Rick van Riel   | 3.55,98   |

| rang   | atlete            | prestatie |
| ------ | ----------------- | --------- |
| Goud   | Marissa Damink    | 4.28,14   |
| Zilver | Jetske van Kampen | 4.28,99   |
| Brons  | Dagmar Smid       | 4.29,20   |

### 5000 m
| rang   | atleet          | prestatie |
| ------ | --------------- | --------- |
| Goud   | Mike Foppen     | 13.37,56  |
| Zilver | Noah Schutte    | 13.40,71  |
| Brons  | Mahadi Abdi Ali | 13.45,45  |

| rang   | atlete              | prestatie |
| ------ | ------------------- | --------- |
| Goud   | Ineke van Koldam    | 16.04,89  |
| Zilver | Jennifer Gulikers   | 16.06,14  |
| Brons  | Merel van der Marel | 16.12,21  |

### 10.000 m[1]
| rang   | atleet         | prestatie |
| ------ | -------------- | --------- |
| Goud   | Noah Schutte   | 28.49,58  |
| Zilver | Bas van Hooren | 29.01,20  |
| Brons  | Filmon Tesfu   | 29.24,51  |

| rang   | atlete            | prestatie |
| ------ | ----------------- | --------- |
| Goud   | Silke Jonkman     | 34.10,17  |
| Zilver | Jennifer Gulikers | 34.24,81  |
| Brons  | Mélanie Bovy      | 35.04,09  |

### 110 m horden/100 m horden
| wind: -1,1 m/s | wind: -1,1 m/s | wind: -1,1 m/s |
| rang           | atleet         | prestatie      |
| -------------- | -------------- | -------------- |
| Goud           | Timme Koster   | 13,82 s        |
| Zilver         | Jamie Sesay    | 14,05 s        |
| Brons          | Guus Nijkamp   | 14,31 s        |

| wind: +0,6 m/s | wind: +0,6 m/s    | wind: +0,6 m/s |
| rang           | atlete            | prestatie      |
| -------------- | ----------------- | -------------- |
| Goud           | Nadine Visser     | 12,88 s        |
| Zilver         | Maayke Tjin A-Lim | 12,96 s        |
| Brons          | Anouk Vetter      | 13,35 s        |

### 400 m horden
| rang   | atleet        | prestatie |
| ------ | ------------- | --------- |
| Goud   | Ramsey Angela | 49,79 s   |
| Zilver | Martin Meijer | 52,35 s   |
| Brons  | Daan Kneppers | 52,43 s   |

| rang   | atlete            | prestatie |
| ------ | ----------------- | --------- |
| Goud   | Cathelijn Peeters | 54,95 s   |
| Zilver | Anne van de Wiel  | 57,55 s   |
| Brons  | Abigail Noruwa    | 58,48 s   |

### 3000 m steeple
| rang   | atleet          | prestatie |
| ------ | --------------- | --------- |
| Goud   | Nick Marsman    | 8.53,71   |
| Zilver | Simon Grannetia | 9.01,91   |
| Brons  | Ahmed Abubakar  | 9.03,86   |

| rang   | atlete                | prestatie |
| ------ | --------------------- | --------- |
| Goud   | Veerle Bakker         | 9.58,62   |
| Zilver | Lotte Krause          | 10.00,45  |
| Brons  | Irene van der Reijken | 10.00,48  |

### Verspringen
| rang   | atleet          | prestatie         |
| ------ | --------------- | ----------------- |
| Goud   | David Cairo     | 7,47 m (-0,2 m/s) |
| Zilver | Fabian Biondina | 7,44 m (+0,4 m/s) |
| Brons  | Damian Felter   | 7,41 m (+0,4 m/s) |

| rang   | atlete          | prestatie         |
| ------ | --------------- | ----------------- |
| Goud   | Pauline Hondema | 6,37 m (+0,8 m/s) |
| Zilver | Ilse Steigenga  | 6,25 m (+0,6 m/s) |
| Brons  | Sofie Dokter    | 6,00 m (-0,5 m/s) |

### Hink-stap-springen
| rang   | atleet            | prestatie          |
| ------ | ----------------- | ------------------ |
| Goud   | Favour Abu        | 14,74 m (+0,9 m/s) |
| Zilver | Daan Hoomoedt     | 14,61 m (+0,4 m/s) |
| Brons  | Jelle van der Zon | 13,82 m (+0,4 m/s) |

| rang   | atlete              | prestatie          |
| ------ | ------------------- | ------------------ |
| Goud   | Maureen Herremans   | 12,67 m (+1,2 m/s) |
| Zilver | Bente van der Stoel | 12,47 m - 0,5 m/s) |
| Brons  | Danielle Spek       | 12,05 m (+0,4 m/s) |

### Hoogspringen
| rang   | atleet        | prestatie |
| ------ | ------------- | --------- |
| Goud   | Douwe Amels   | 2,20 m    |
| Zilver | Daan Spanjers | 2,03 m    |
| Brons  | Lennert Naeff | 2,03 m    |

| rang   | atlete         | prestatie |
| ------ | -------------- | --------- |
| Goud   | Glenka Antonia | 1,83 m    |
| Zilver | Julia Dokter   | 1,81 m    |
| Brons  | Nina Borger    | 1,78 m    |

### Polsstokhoogspringen
| rang   | atleet             | prestatie |
| ------ | ------------------ | --------- |
| Goud   | Koen van der Wijst | 5,47 m    |
| Zilver | Menno Vloon        | 5,32 m    |
| Brons  | Sam Kranse         | 4,87 m    |

| rang   | atlete             | prestatie |
| ------ | ------------------ | --------- |
| Goud   | Sanne Rombouts     | 4,20 m    |
| Zilver | Marijke Wijnmaalen | 4,20 m    |
| Brons  | Karlijn Schouten   | 3,90 m    |

### Kogelstoten
| rang   | atleet              | prestatie |
| ------ | ------------------- | --------- |
| Goud   | Sven Poelmann       | 18,86 m   |
| Zilver | Patrick Cronie      | 18,30 m   |
| Brons  | Marijn van den Born | 17,00 m   |

| rang   | atlete              | prestatie |
| ------ | ------------------- | --------- |
| Goud   | Jessica Schilder    | 19,35 m   |
| Zilver | Jorinde van Klinken | 18,24 m   |
| Brons  | Alida van Daalen    | 18,11 m   |

### Discuswerpen
| rang   | atleet               | prestatie |
| ------ | -------------------- | --------- |
| Goud   | Ruben Rolvink        | 61,47 m   |
| Zilver | Shaquille Emanuelson | 60,04 m   |
| Brons  | Sebastiaan Bonte     | 53,47 m   |

| rang   | atlete              | prestatie |
| ------ | ------------------- | --------- |
| Goud   | Jorinde van Klinken | 64,62 m   |
| Zilver | Alida van Daalen    | 59,93 m   |
| Brons  | Corinne Nugter      | 53,00 m   |

### Speerwerpen
| rang   | atleet                | prestatie |
| ------ | --------------------- | --------- |
| Goud   | Thomas van Ophem      | 73,42 m   |
| Zilver | Jeroen Maas           | 67,67 m   |
| Brons  | Lars Timmerman-Jetten | 67,13 m   |

| rang   | atlete          | prestatie |
| ------ | --------------- | --------- |
| Goud   | Lisanne Schol   | 53,71 m   |
| Zilver | Jolie Baerveldt | 51,33 m   |
| Brons  | Dewi Lafontaine | 50,94 m   |

### Kogelslingeren
| rang   | atleet             | prestatie |
| ------ | ------------------ | --------- |
| Goud   | Denzel Comenentia  | 72,37 m   |
| Zilver | Matyas Kerekgyarto | 60,41 m   |
| Brons  | Etiènne Orbons     | 59,62 m   |

| rang   | atlete         | prestatie |
| ------ | -------------- | --------- |
| Goud   | Audrey Jacobs  | 59,90 m   |
| Zilver | Wendy Koolhaas | 58,48 m   |
| Brons  | Lotte Smink    | 57,17 m   |

### Tienkamp/Zevenkamp
| rang   | atleet         | prestatie |
| ------ | -------------- | --------- |
| Goud   | Lauri Hulleman | 7253 p    |
| Zilver | Twan van Rijn  | 7182 p    |
| Brons  | Youri Fransen  | 6969 p    |

| rang   | atlete           | prestatie |
| ------ | ---------------- | --------- |
| Goud   | Nadine Broersen  | 6047 p    |
| Zilver | Myke van de Wiel | 5721 p    |
| Brons  | Sophia Mulder    | 5676 p    |

1904 · 
1908 · 
1909 · 
1910 · 
1911 · 
1912 · 
1913 · 
1914 · 
1915 · 
1917 · 
1918 · 
1919 · 
1920 · 
1921 · 
1922 · 
1923 · 
1924 · 
1925 · 
1926 · 
1927 · 
1928 · 
1929 · 
1930 · 
1931 · 
1932 · 
1933 · 
1934 · 
1935 · 
1936 · 
1937 · 
1938 · 
1939 · 
1940 · 
1941 · 
1942 · 
1943 · 
1944 · 
1946 · 
1947 · 
1948 · 
1949 · 
1950 · 
1951 · 
1952 · 
1953 · 
1954 · 
1955 · 
1956 · 
1957 · 
1958 · 
1959 · 
1960 · 
1961 · 
1962 · 
1963 · 
1964 · 
1965 · 
1966 · 
1967 · 
1968 · 
1969 · 
1970 · 
1971 · 
1972 · 
1973 · 
1974 · 
1975 · 
1976 · 
1977 · 
1978 · 
1979 · 
1980 · 
1981 · 
1982 · 
1983 · 
1984 · 
1985 · 
1986 · 
1987 · 
1988 · 
1989 · 
1990 · 
1991 · 
1992 · 
1993 · 
1994 · 
1995 · 
1996 · 
1997 · 
1998 · 
1999 · 
2000 · 
2001 · 
2002 · 
2003 · 
2004 · 
2005 · 
2006 · 
2007 · 
2008 · 
2009 · 
2010 · 
2011 · 
2012 · 
2013 · 
2014 · 
2015 · 
2016 ·
2017 ·
2018 ·
2019 ·
2020 ·
2021 ·
2022 ·
2023 ·
2024 ·
2025